# Aponogeton boivinianus
Aponogeton boivinianus là một loài thực vật có hoa trong họ Aponogetonaceae. Loài này được Baill. ex Jum. mô tả khoa học đầu tiên năm 1922.